# Adela Asúa Batarrita
Adela Asúa Batarrita (Bilbao, 1948), jurista basca, és catedràtica de Dret Penal i va ser magistrada (2011-17) i vicepresidenta (2013-17) del Tribunal Constitucional d'Espanya. Des de 2020 és membre permanent del Consell d'Estat d'Espanya.

## Biografia
És llicenciada en Dret per la Universitat de Deusto des de 1971 i doctora en Dret per la mateixa universitat des de l'any 1981 on va defensar la tesi La reincidència i les finalitats de la pena. També va obtenir, el 1977, el Diploma Superior de Criminologia per la Universitat Complutense de Madrid.
La seva activitat professional s'ha centrat principalment en l'exercici de la docència universitaria, activitat que va començar l'any 1972 com a professora de Dret Penal de la Universitat de Deusto i que va compaginar amb l'exercici de l'advocacia (1972-76) i amb la plaça de magistrada suplent a l'Audiència Territorial de Biscaia (1981-85). L'any 1988 va començar a treballar a la Universitat del País Basc, primer com a professora titular de Dret Penal i a partir de l'any 1993 com a catedràtica. A la mateixa universitat va ser directora del Departament de Dret Públic (1994-99) i vicedegana de la Facultat de Dret (2006-09).
Experta en Dret Penal i investigadora jurídica, ha estat professora visitant a diverses universitats (Alemanya, Regne Unit, Estats Units, Itàlia, França, Argentina i Mèxic). També va col·laborar amb el Ministeri de Justícia, quan el titular era Juan Alberto Belloch, a la comissió d'experts per a la reforma del Codi Penal. Els seus treballs i publicacions s'han centrat, sempre des del punt de vista d'un penalista, en la corrupció, la problemàtica del non bis in idem, el dret processal, delictes i agressions sexuals des d'una perspectiva de gènere, terrorisme i evolució de la jurisprudència constitucional del Tribunal Europeu de Drets Humans.
L'any 2010, a proposta del Parlament Basc, va ser designada magistrada del Tribunal Constitucional d'Espanya pel Senat, càrrec del qual va prendre possessió l'11 de gener de 2011. Va ser escollida vicepresidenta de l'organisme el 19 de juny de 2013, responsabilitat que va exercir fins al 14 de març de 2017 quan va caducar el seu mandat com a magistrada.
Va ser membre de l'Associació pro Drets Humans i col·labora habitualment amb la Coordinadora Gesto por la Paz d'Euskal Herria.
El 29 d'octubre del 2020 va ser nomenada Consellera permanent i Presidenta de la Secció Novena del Consell d'Estat, prenent possessió el 26 de novembre del mateix any.

## Llibres destacats
Al llarg de la seva carrera ha publicat diversos llibres, entre els quals destaquen
- La Reincidencia. Su evolución legal, doctrinal y jurisprudencial en los códigos penales del segle xix Bilbao. Publicaciones de la Universidad de Deusto, 1982. 494 pp. -
- El pensamiento penal de Beccaria: su actualidad. ASUA BATARRITA, A. (Coordinadora) BAJO FERNANDEZ, M., GOMEZ BENITEZ, J., LUZON PEÑA, D.M.,TORIO LOPEZ, A. Publicaciones de la Universidad de Deusto, 1990. 109 pp.
- Régimen abierto en las prisiones. ASUA, A. (Coordinación)- BALMASEDA, J.- MANZANOS, C.-SAINZ DE ROZAS, R. Vitoria, Gobierno Vasco, 1992, 252 pp.
- Delitos contra la Administración pública, Bilbao, Instituto Vasco de la Administración Pública, Bilbao 1997, 523 pp.
- Atenuantes de reparación y de confesión. Equívocos de la orientación utilitaria, GARRO CARRERA, E. / ASUA BATARRITA, A. Tirant lo Blanch. Valencia 2008, 160 pp.
- Hechos postdelictivos y sistema de individualización de la pena, ASUA BATARRITA, A. / GARRO CARRERA, E. (Eds.) Bilbao, Universidad del País Vasco 2009, 266pp.